# شفت (مجموعه تلویزیونی)
شفت (انگلیسی: Shaft) نام یک فیلم تلویزیونی (تله‌فیلم) هفت قسمتی آمریکایی است که از سال ۱۹۷۳ تا ۱۹۷۴ میلادی، هر سه هفته یک‌بار، از شبکهٔ «سی‌بی‌اس» به روی آنتن رفت.
داستان این مجموعهٔ تلویزیونی دربارهٔ زندگی حرفه‌ایِ یک کارآگاه خصوصیِ پلیس به نام «جان شفت» (با هنرنمایی ریچارد راوندتری) بود.
این مجموعه تلویزیونی، در سال‌های ۱۳۵۶ تا ۱۳۵۷ خورشیدی، با دوبلهٔ فارسی از تلویزیون ملی ایران پخش شد.

## قسمت‌ها
| شماره | عنوان                           | تاریخ نخستین نمایش |
| ----- | ------------------------------- | ------------------ |
| ۱     | «جلادان»                        | ۹ اکتبر ۱۹۷۳       |
| ۲     | «کشتار»                         | ۳۰ اکتبر ۱۹۷۳      |
| ۳     | «قتل با اتومبیل و فرار از صحنه» | ۲۰ نوامبر ۱۹۷۳     |
| ۴     | «آدم‌رُبایی»                      | ۱۱ دسامبر ۱۹۷۳     |
| ۵     | «قاتل پلیس»                     | ۱ ژانویه ۱۹۷۴      |
| ۶     | «قتل‌های کاپری‌کُرن»               | ۲۹ ژانویه ۱۹۷۴     |
| ۷     | «ماشین کشتار»                   | ۱۹ فوریه ۱۹۷۴      |